# Saison AFL 1965
La saison AFL 1965 est la 6e saison de l'American Football League (football américain). Elle voit le sacre des Buffalo Bills.

## Classement général
| Conférence Est  |      |      |      |        |          |            |
| Franchise       | Vic. | Déf. | Nuls | % vic. | Pts pour | Pts contre |
| Buffalo Bills   | 10   | 3    | 1    | .769   | 313      | 226        |
| New York Jets   | 5    | 8    | 1    | .385   | 285      | 303        |
| Boston Patriots | 4    | 8    | 2    | .333   | 244      | 302        |
| Houston Oilers  | 4    | 10   | 0    | .286   | 298      | 429        |

| Conférence Ouest   |      |      |      |        |          |            |
| Franchise          | Vic. | Déf. | Nuls | % vic. | Pts pour | Pts contre |
| San Diego Chargers | 9    | 2    | 3    | .818   | 340      | 227        |
| Oakland Raiders    | 8    | 5    | 1    | .615   | 298      | 239        |
| Kansas City Chiefs | 7    | 5    | 2    | .583   | 322      | 285        |
| Denver Broncos     | 4    | 10   | 0    | .286   | 303      | 392        |

## Finale AFL
- 26 décembre 1965, à San Diego devant 30 361 spectateurs, Buffalo Bills 23 - San Diego Chargers 0